# Edith Johnson
Edith North Johnson (* 2. Januar 1903 in St. Louis, Missouri als Edith North; † 28. Februar 1988 ebenda) war eine US-amerikanische Jazzpianistin und Bluessängerin, die in der Musikszene von St. Louis aktiv war. Sie nahm auch als Hattie North und als Maybelle Allen auf.

## Leben und Wirken
Johnson nahm im Dezember 1928, begleitet von Clarence Williams, die Bluesnummern You Ain’t No Good Blues und You Know That Ain’t Right auf. In dieser Zeit war sie außerdem Pianistin bei Oliver Cobbs Rhythm Kings (Aufnahmen für Brunswick, 1929). 1928 heiratete sie den Promoter Jesse Johnson. 1929 nahm sie mehrere Titel für Paramount auf, unter anderem die Bluesnummer Good Chib Blues, die auch bei Century veröffentlicht wurde. Weitere bekannte Titel, die später auf verschiedenen Kompilationen wiederveröffentlicht wurden, waren Can’t Make Another Day, Honey Dripper Blues, Little Drops of Water, Nickel’s Worth of Liver und That’s My Man. 1929 wurde sie (als Hattie North) in Kansas City von Count Basie beim Lovin’ That Man Blues begleitet.
Nach dem Tod ihres Gatten betrieb sie das Johnson’s Deluxe Café. Erst 1961 entstanden erneut Plattenaufnahmen, als sie im Duo mit dem Pianisten Henry Brown für Folkways Records die LP Barrelhouse Piano & Classic Blues einspielte. Im Bereich des Jazz war sie zwischen 1928 und 1961 an neun Aufnahmesessions beteiligt.